# Sunnery James & Ryan Marciano
Sunnery James (Amsterdam, 29 maart 1981) & Ryan Marciano (Amsterdam, 8 september 1982) is een Nederlands dj- en producerduo, bestaande uit Sunnery Gorré en Ryan de Lange.

## Levensloop

### Jonge jaren
De heren ontmoeten elkaar in Noord-Holland in hun tienerjaren. De Lange komt voor zijn stage te werken in een schoenenzaak waar Gorré al langer de manager is. Ze beginnen met het produceren van muziek op de slaapkamer van De Lange. Uiteindelijk ruilen zij de baantjes in om ook daadwerkelijk te gaan optreden. Het duo groeit uit tot een van de populairste Nederlandse DJ's, ze hebben optredens over de hele wereld.

### Noemenwaardige optredens
- Het grootschalig Belgische outdoor dancefestival Tomorrowland maakt al jaren deel uit van het programma van de dj's. Ze maakten onder andere deel uit van de programmaring van de edities van 2013, 2014, 2016, 2017, 2018 en 2019.
- In 2016 waren zij samen met de artiesten Nielson en Kovacs, ambassadeur van het jaarlijkse Bevrijdingsfestival.
- Het duo sloot op 4 juli 2017 de editie van het jaarlijkse dancefeest Sensation White af. Ze zijn in totaal 15 keer onderdeel geweest van de programmering van het feest over de hele wereld, onder andere van de edities in de Johan Cruijff ArenA, Rogers Centre in Canada, Palau Sant Jordi in Barcelona en de editie van het feest in Kaohsiung, Taiwan.[4]
- In zowel januari 2019 als 2020 stond het duo op het meerdaagse muziekfeest De Vrienden van Amstel LIVE! in Rotterdam Ahoy.
- Sunnery James & Ryan Marciano hebben op 18 oktober 2019 een solo optreden gegeven tijdens Amsterdam Dance Event. Het feest genaamd Exposed vond plaats in AFAS Live.[5]

### Label
In 2017 hebben Sunnery James & Ryan Marciano het label SONO MUSIC opgericht. Het betreft een sublabel van het musiclabel van Armin van Buuren genaamd Armada Music.

## Privéleven
Zowel Sunnery James als Ryan Marciano hebben een zoon en een dochter. Sunnery James is sinds 2010 getrouwd met model Doutzen Kroes.
Sunnery James speelde in zijn jeugd bij Ajax en liep tevens stage bij Chelsea FC. Hieraan kwam een eind nadat hij zijn enkel op drie plaatsen brak tijdens een training.

## Discografie
| Single met eventuele hitnotering(en) in de Nederlandse Top 40 | Datum van verschijnen | Datum van binnenkomst | Hoogste positie | Aantal weken | Opmerkingen                                  |
| ------------------------------------------------------------- | --------------------- | --------------------- | --------------- | ------------ | -------------------------------------------- |
| Firefaces                                                     | 2013                  | 16-02-2013            | tip18           | -            | met Jaz von D                                |
| The One That Got Away                                         | 2017                  | 07-01-2017            | tip14           | -            | met Clara Mae                                |
| Savages                                                       | 2018                  | 05-05-2018            | tip1            | -            | met Bruno Martini en Mayra                   |
| In My Bones                                                   | 2019                  | 17-08-2019            | tip6            | -            | met Dan McAlister                            |
| Nooit niet verliefd                                           | 2019                  | 09-11-2019            | tip15           | -            | met Guus Meeuwis                             |
| Life After You                                                | 2020                  | 08-08-2020            | tip12           | -            | met Rani                                     |
| Summer Thing                                                  | 2021                  | 03-07-2021            | tip10           | -            | met Cat Dealers, Dragonette en Bruno Martini |
| Better Things                                                 | 2021                  | 11-12-2021            | tip20           | -            | met Ginge en QG                              |